# محمد بن لاجبن
محمد بن لاجبن، خواهرزاده و یکی از فرماندهان سپاه صلاح‌الدین ایوبی و حکام مصر و شام بود که به همراه صلاح‌الدین در فتوحات شام و مصر شرکت کرد.